# Rolland Török
Rolland Török (nacido el 25 de octubre de 1990 en Oradea) es un jugador de baloncesto rumano-húngaro que actualmente pertenece a la plantilla del CSO Voluntari de la Liga Națională, la máxima división rumana. Con 2,03 metros de altura juega en la posición de Ala-Pívot. Es internacional absoluto con Rumania.

## Trayectoria profesional

### Inicios
Formado en la cantera del club de su ciudad, el CSM CSU Oradea, debutó con el primer equipo de la Divizia A en la temporada 2008-2009, jugando un partido de la Copa Rumana (metió 22 puntos (8-13 de 2, 0-1 de 3 y 6-7 de TL), cogió 17 rebotes, dio 2 asistencias y robó un balón en 35,2 min). En la temporada 2010-2011, volvió a jugar un partido de la Copa Rumana con el primer equipo (2 puntos (1-1 de 2) y 6 rebotes en 9,1 min).
Permaneció en el club cuatro años (2008-2012), pasando la mayor parte del tiempo en el filial. Con el filial disputó un total de 50 partidos de liga entre las cuatro temporadas, promediando 6,7 puntos (53% en tiros de 2, 30,4 % en triples y 75,9% en tiros libres) y 4,5 rebotes en 17,7 min de media.

### JP-Top Cop Security Jászberényi KSE
Fichó por el JP-Top Cop Security Jászberényi KSE húngaro, país del que posee pasaporte, para la temporada 2012-2013, siendo esta su primera experiencia fuera de Rumania.
Disputó un total de 36 partidos de liga con el conjunto de Jászberény, promediando 5,1 puntos (58,8% en tiros de 2, 30,8% en triples y 55,1% en tiros libres) y 3 rebotes en 12,8 min de media.

### Egis Körmend
Sin moverse de Hungría, pasó los siguientes dos años (2013-2015) en el Egis Körmend.
En su 1.ª temporada (2013-2014), jugó 27 partidos de liga y 6 de EuroChallenge, promediando en liga 8,3 puntos (58% en tiros de 2 y 68,6% en tiros libres) y 6,6 rebotes en 27,2 min, mientras que en la EuroChallenge promedió 6,8 puntos (71,4% en tiros de 2 y 72,7% en tiros libres), 3,5 rebotes y 1 asistencia en 23 min. 
En su 2.ª y última temporada (2014-2015), jugó 29 partidos de liga y 6 de EuroChallenge, promediando en liga 8,1 puntos (58,5% en tiros de 2, 33,3% en triples y 76,2% en tiros libres) y 4,4 rebotes en 21,6 min, mientras que en la EuroChallenge promedió 8,8 puntos (68% en tiros de 2, 60% en triples y 90,9% en tiros libres) y 3,8 rebotes en 17,8 min.
Disputó un total de 56 partidos de liga y 12 de EuroChallenge con el cuadro de Körmend entre las dos temporadas, promediando en liga 8,2 puntos (58,3% en tiros de 2 y 72% en tiros libres) y 5,5 rebotes en 24,3 min de media, mientras que en la EuroChallenge promedió 7,8 puntos (69,6% en tiros de 2 y 81,8% en tiros libres) y 3,7 rebotes en 20,4 min de media.

### U-BT Cluj-Napoca
El 30 de junio de 2015, el U-BT Cluj-Napoca rumano anunció su fichaje por dos temporadas, regresando de esta manera a su país natal tras tres años en Hungría. El 14 de junio de 2017, el club anunció su renovación para la temporada 2017-2018. Se proclamó campeón de la Copa Rumana en 2016 y 2017, de la Supercopa Rumana en 2016 y de la Liga Națională en 2017.
En su 1.ª temporada (2015-2016), jugó 31 partidos de liga y 10 de Play-Offs, promediando en liga 4,7 puntos (51,9% en tiros de 2 y 60% en tiros libres) y 3,8 rebotes en 16,1 min, mientras que en Play-Offs promedió 6,4 puntos (51,9% en tiros de 2, 41,7% en triples y 87,5% en tiros libres) y 3,8 rebotes en 17,1 min.
En su 2.ª temporada (2016-2017), jugó 28 partidos de liga, 11 de Play-Offs, 4 de Basketball Champions League y 12 de FIBA Europe Cup, promediando en liga 7,9 puntos (61,3% en tiros de 2, 48,7% en triples y 87,1% en tiros libres) y 3,9 rebotes en 18,2 min, en Play-Offs 4,7 puntos (71,4% en tiros de 2, 35,3% en triples y 73,7% en tiros libres) y 3,9 rebotes en 13 min, en la Basketball Champions League 5 puntos (80% en tiros de 2 y 80% en tiros libres) y 1,5 rebotes en 12,3 min y en la FIBA Europe Cup 5,4 puntos (52,3% en tiros de 2 y 83,3% en tiros libres) y 3,7 rebotes en 19,2 min.
Además, fue seleccionado para participar en el All-Star Game de la Liga Rumana con el Equipo Norte (8 puntos (4-5 de 2 y 0-1 de 3) en 13,3 min).

## Selección Rumana

### Categorías inferiores
Internacional con las categorías inferiores de la selección de baloncesto de Rumania, disputó el Europeo Sub-16 División B de 2006, celebrado en Tallin, Estonia, en el que la selección rumana quedó en 18.ª posición, el Europeo Sub-18 División B de 2008, celebrado en Debrecen, Hungría, en el que la selección rumana quedó en 12.ª posición, el Europeo Sub-20 División B de 2009, celebrado en Skopie, Macedonia, en el que la selección rumana quedó en 17.ª posición y el Europeo Sub-20 División B de 2010, celebrado entre Güssing y Oberwart, Austria, en el que la selección rumana quedó en 14.ª posición.
En el Europeo Sub-16 División B de 2006 jugó 8 partidos con un promedio de 3,5 puntos (52,2% en tiros de 2 y 50% en tiros libres) y 4,6 rebotes en 11,3 min de media.
En el Europeo Sub-18 División B de 2008 jugó 8 partidos con un promedio de 19,6 puntos (55,7 % en tiros de 2 y 79% en tiros libres), 12,8 rebotes y 1,5 asistencias en 36,4 min de media. Fue el máximo anotador y reboteador de su selección.
Finalizó el Europeo Sub-18 División B de 2008 como el máximo reboteador, el 1.º en tiros de 2 anotados (6,8 por partido), en dobles-dobles (5) y en rebotes defensivos (8,8 por partido), el 2.º en min por partido, en rebotes ofensivos (4 por partido) y tiros libres anotados (6,1 por partido), el 3.º máximo anotador y el 3.º en tiros de campo anotados (6,8 por partido), el 9.º mejor % de tiros libres, el 12.º mejor % de tiros de campo (51,4%) y el 16.º mejor % de tiros de 2.
En el Europeo Sub-20 División B de 2009 jugó 7 partidos con un promedio de 14 puntos (50,8 % en tiros de 2 y 67,9% en tiros libres), 11,3 rebotes, 1,3 asistencias y 1 robo en 32,4 min de media. Fue el máximo reboteador de su selección.
Finalizó el Europeo Sub-20 División B de 2009 como el máximo reboteador, el 1.º en rebotes ofensivos (5,4 por partido) y tiros libres anotados (5,4 por partido), el 2.º en dobles-dobles (4), el 4.º en rebotes defensivos (5,9 por partido), el 5.º en min por partido, el 10.º mejor % de tiros de campo (50,8%), el 15.º en tiros de 2 anotados (4,3 por partido), el 16.º mejor % de tiros de 2, el 17.º mejor % de tiros libres y el 18.º máximo anotador.
En el Europeo Sub-20 División B de 2010 jugó 7 partidos con un promedio de 11,3 puntos (80% en tiros libres), 9,4 rebotes y 1,3 asistencias en 30,7 min de media. Fue el máximo reboteador de su selección.
Finalizó el Europeo Sub-20 División B de 2010 con el 2.º mejor % de tiros libres, el 3.º máximo reboteador y el 3.º en rebotes ofensivos (3,6 por partido), el 4.º en dobles-dobles (3) y rebotes defensivos (5,9 por partido), el 9.º en tiros libres anotados (3,4 por partido), el 12.º en min por partido, el 13.º en faltas recibidas (3,9 por partido) y el 20.º en tiros de 2 anotados (3,7 por partido).
Disputó la Universiada de 2013 celebrada en Kazán, Rusia, donde el combinado rumano quedó en 6.ª posición.
Jugó 8 partidos con un promedio de 11 puntos (58,3% en tiros de 2 y 74,4% en tiros libres), 7,8 rebotes y 1,2 asistencias en 23,3 min de media.

### Absoluta
Debutó con la absoluta de Rumania en 2014, en los amistosos de preparación para la Fase de Clasificación para el EuroBasket 2015, aunque finalmente no entró en el roster para la disputa de la cita.